# Micrathena excavata
Micrathena excavata là một loài nhện trong họ Araneidae.
Loài này thuộc chi Micrathena. Micrathena excavata được Carl Ludwig Koch miêu tả năm 1836.